# ميتشيكو كيتشيسي
ميتشيكو كيتشيسي (باليابانية: 吉瀬 美智子) ممثلة يابانية ولدت يوم 17 شباط 1975.

## أعمالها

### مسلسلات
| السنة | العنوان       | الدور            |
| ----- | ------------- | ---------------- |
| 2015  | دكتور رينتارو | ميزوشيما يوريكو  |
| 2017  | حبكة سيسيل    | هاماغوتشي يوكاكو |

## روابط خارجية
- ميتشيكو كيتشيسي على موقع IMDb (الإنجليزية)
- ميتشيكو كيتشيسي على موقع قاعدة بيانات الفيلم (الإنجليزية)